# Hacıhamza, Kargı
Hacıhamza là một thị trấn thuộc huyện Kargı, tỉnh Çorum, Thổ Nhĩ Kỳ. Dân số thời điểm năm 2010 là 1.46 người.